# Мария Недева
Мария Недева е българска просветна деятелка в Македония в XIX век.

## Биография
Учи три години в Белград. След това става учителка в Македония. В 1868 година започва да преподава в централномакедонския български град Велес, тогава в Османската империя.